# Oliver Davies
Oliver Davies (15 maggio 1997) è uno sciatore freestyle britannico, specializzato nello ski cross.

## Biografia
Specializzato nello ski cross e attivo a livello internazionale dall'agosto 2013, Davies ha debuttato in Coppa del Mondo il 13 gennaio 2018, giungendo 53º a Idre Fjäll e ha ottenuto il suo primo podio il 17 febbraio 2023, chiudendo 2º a Reiteralm nella gara vinta dallo svizzero Jonas Lenherr.
In carriera ha preso parte a una rassegna olimpica e a due iridate.

## Palmarès

### Mondiali juniores
- 1 medaglia:
  - 1 oro (ski cross a Cardrona 2018)

### Coppa del Mondo
- Miglior piazzamento in classifica generale: 174º nel 2020
- Miglior piazzamento nella Coppa del Mondo di ski cross: 31º nel 2022
- 1 podio:
  - 1 secondo posto

### Coppa Europa
- 1 podio:
  - 1 terzo posto